# La Laguna (documental)
La Laguna es un film documental del realizador argentino Víctor Leopoldo Bailo. Es su segundo largometraje luego de H. G. O.. Trata acerca de la reserva natural integral y mixta Laguna de Rocha (partido de Esteban Echeverría,  provincia de Buenos Aires, Argentina), protegida a fines del 2012 por Ley Provincial Nº 14.488 (modificada por Ley Nº 14.516), uno de los espacios verdes más importantes de la Cuenca Matanza-Riachuelo. La película contó con el apoyo del Instituto Nacional de Cine y Artes Audiovisuales (INCAA) y está dedicada a la memoria de Amaury Liñan.

## Sinopsis
El film narra un año en la laguna, con sus cambios marcados por los ciclos naturales de plantas y aves, con los riesgos constantes de la basura y los incendios intencionales y la presencia de los que la habitan, protegen o trabajan en ella. En la Laguna de Rocha se pone en escena, uno de los desafíos más importantes del conurbano bonaerense, que es el de recuperar la naturaleza, la idea de paisaje, de construir un mundo más humano e integrado con el entorno.

## Producción
El film surge durante un trabajo de investigación de posgrado del Director, con el fin de recuperar los espacios de su pasado. Para lograrlo y concretar la idea se contactó con integrantes del Colectivo Ecológico "Unidos por Laguna de Rocha" quienes además organizaron el preestreno.

Al principio no tenía forma de película ni mucho menos. Pero me entere de la actividad que hacía un colectivo ecológico, ‘Unidos por la Laguna de Rocha”. Me enteré de su lucha, estaban bastante solos, y me pareció fascinante ese punto: que un grupo de vecinos, jóvenes, intentando encontrarle la vuelta para que no se sigan apropiando de un espacio que es de todos.
Víctor Leopoldo Bailo

La idea original era mostrar el proceso de sanción de la Ley de Reserva, sin embargo, esa idea se vio frustrada cuando la Ley se aprueba a fines del 2012, coincidiendo con la aprobación del subsidio del INCAA. Desde entonces, se registraron las actividades que se realizan en la Reserva Natural, tanto legales como ilegales y los personajes que habitualmente recorren el sitio. En la documental se encuentran dos realidades que no se tocan

## Preestreno
El preestreno se llevó a cabo de manera gratuira el 21 de febrero de 2015 en la Sociedad Italiana de Socorros Mutuos "XX de Settiembre" de Monte Grande con localidades agotadas 36 horas antes de la proyección. En principio se dispusieron 250 entradas. Ante la gran demanda se agregaron 50 localidades más y el día de la función, debido a la cantidad de gente presente, se sumaron otras 50 entradas.

## Equipo técnico
- Asistente de dirección: Daniel Stefanello
- Diseño de sonido: Marco Bailo
- Música Original: Nahuel Bailo
- Cámara y fotografía: Daniel Stefanello
- Ayudante de cámara: Flavio Castañeda
- Búsqueda de archivo: Martín Ezequiel Farina
- Ayudantes de producción: Martin Ezequiel Farina - Olga Dcoud - Azucena Tymruk
- Realización Integral: Víctor Leopoldo Bailo